# Ruisui
Ruisui (chinesisch 瑞穗鄉, Pinyin Ruìsuì Xiāng) ist eine Landgemeinde im Landkreis Hualien in der Republik China (Taiwan).

## Geografie und Klima
Ruisui liegt im mittleren bis nördlichen Abschnitt des Huatung-Tals, eines langgestreckten Tals, das sich parallel zu Ostküste Taiwans erstreckt. Die beiden das Tal begrenzenden Gebirge, das Zentralgebirge im Westen und das Haian-Gebirge im Osten, bilden auch die natürlichen geografischen Grenzen der Gemeinde Ruisui. Quer durch Ruisui verläuft der nördliche Wendekreis und das Klima Ruisuis liegt damit definitionsgemäß auf der Grenze von Tropen und Subtropen. Der Jahresniederschlag liegt bei über 2000 mm und die regenreichsten Monate sind Mai bis Oktober (Maximum im September). Die Jahresmitteltemperatur beträgt 23,9 °C mit einer Minimaltemperatur von 12,5 °C im Januar und einer Höchsttemperatur von 34,4 °C im Juli. Die Nachbargemeinden sind Guangfu im Norden, Fengbin im Osten, Yuli im Süden, Zhuoxi im Südwesten und Wanrong im Westen.

## Geschichte
Die ursprünglichen Bewohner der Gegend gehörten austronesische Ethnien an. Eine erste dauerhafte chinesische Ansiedlung wurde zur Regierungszeit des Qing-Kaisers Xianfeng (1850–1861) gegründet. Während der Zeit der japanischen Herrschaft (1895–1945) wurde die Region systematisch durch den Bau der Eisenbahn und von Straßen erschlossen. Im Jahr 1946, ein Jahr nach der Übertragung Taiwans an die Republik China, wurde die Gemeinde Ruisu im Rahmen einer Verwaltungsneuordnung neu gebildet.

## Bevölkerung
Nach der offiziellen Statistik von Ende 2017 wohnten 4702 Angehörige indigener Völker in Ruisui, entsprechend einem Bevölkerungsanteil von 40 %. Ganz überwiegend handelte es sich um Amis.
| Gliederung von Ruisui |
| a: Ruisui 瑞穗村 b: Ruimei 瑞美村 c: Ruiliang 瑞良村 a b c Ruibei 瑞北村 Ruixiang 瑞祥村 Maihe 舞鶴村 Fuxing 富興村 Fuyuan 富源村 Fumin 富民村 Hegang 鶴岡村 Chimei 奇美村 |

## Verwaltungsgliederung
Ruisui ist in 11 Dörfer (村, Cūn) aufgeteilt: Ruisui (瑞穗村), Ruimei (瑞美村), Ruiliang (瑞良村), Ruibei (瑞北村), Ruixiang (瑞祥村), Maihe (舞鶴村), Fuxing (富興村), Fuyuan (富源村), Fumin (富民村), Hegang (鶴岡村), Chimei (奇美村).

## Landwirtschaft
Etwa zwei Drittel der Bevölkerung sind in der Landwirtschaft beschäftigt. Angebaut werden vorwiegend Reis, Wendan (文旦)-Pampelmuse, Ananas, Tee, Wassermelone, Papaya, Zuckerrohr und verschiedene Gemüse (vor allem Kürbisse und Bittermelone). Außerdem wird Milchwirtschaft und Aquakultur betrieben. Der zur Zeit der japanischen Kolonialherrschaft bedeutende Tabakanbau ist seit den 1970ern stark zurückgegangen und an seine Stelle ist Rinderhaltung getreten.

## Verkehr
Durch Rusui verläuft die Taitung-Linie (花東線) der Taiwanischen Eisenbahn. Es gibt zwei Bahnhöfe: Fuyuan (富源) und Ruisui (瑞穗). Weitgehend parallel zur Bahnlinie verläuft die Provinzstraße 9 und am östlichen Talrand zieht die Kreisstraße 193 entlang.

## Tourismus
Ein historisches Zeugnis sind die beiden Megalithen von Satokoay. Sie sind Überreste der spätsteinzeitlichen Beinan-Kultur, die sich vor etwa 3000 Jahren in Ost-Taiwan abspielte.
Zu den touristischen Sehenswürdigkeiten zählt die Wuhe-Teeplantage. Seit 1973 wird hier Tee angebaut (meist halbfermentierter Oolong). Eine Spezialität ist der preisgekrönte Honig-Schwarztee (蜜香紅茶), der ein charakteristisches süß-aromatisches Aroma hat und durch die Verarbeitung von Teeblättern, die durch kleine grüne Zikaden angefressen wurden, hergestellt wird. Als sehenswert gilt auch der buddhistische Qinglian-Tempel (青蓮寺) im Dorf Ruimei, der 1924 anstelle eines vorherigen Holztempels errichtet wurde und durch Renovierungen (zuletzt 1986) seither mehrfach sein Erscheinungsbild geändert hat. Im Pampelmusen-Obstgarten (文旦觀光果園) im Dorf Hegang können Touristen in einem 20 Hektar großen Areal selbst die Zitrusfrüchte pflücken.
Im Walderholungsgebiet Fuyuan (富源森林遊樂區,  Fùyuán Guójiā Sēnlín Yóulè Qū) im gleichnamigen Dorf sind Kampferbaumbestände und eine reiche Schmetterlingsfauna zu erleben.
Von Rusui aus hat man auch Zugang zu den Ruisui-Hongye-Thermalquellen. Diese Quellen liegen nicht mehr im Gemeindegebiet von Ruisui, sondern im Dorf Hongye der westlichen Nachbargemeinde Wanrong.

## Partnergemeinde
Ruisui hat ein Partnerschaftsabkommen mit der japanischen Kleinstadt Misato in der Präfektur Akita abgeschlossen.

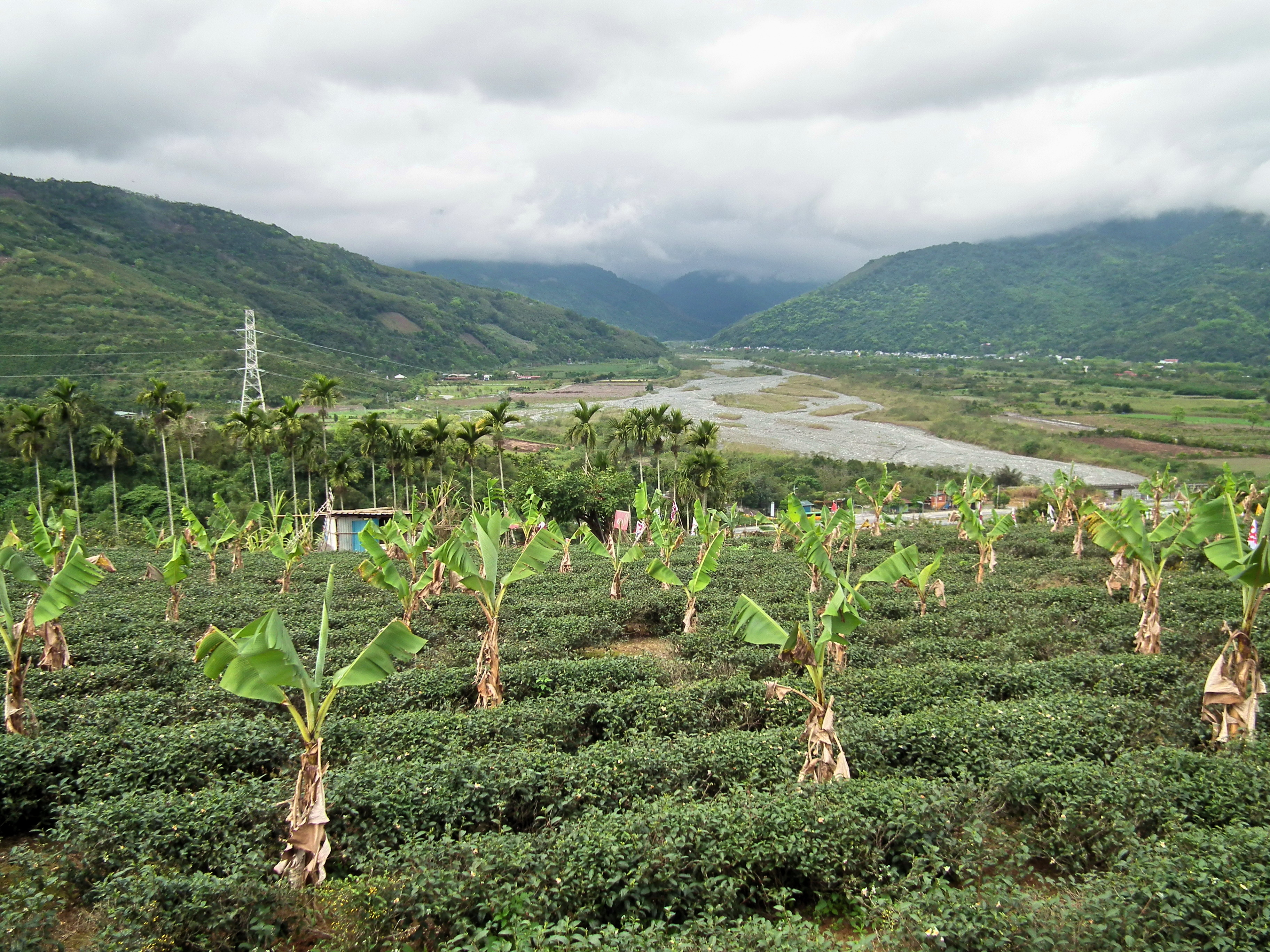
Teeplantage mit Palmen, im Hintergrund der Fluss Hongye
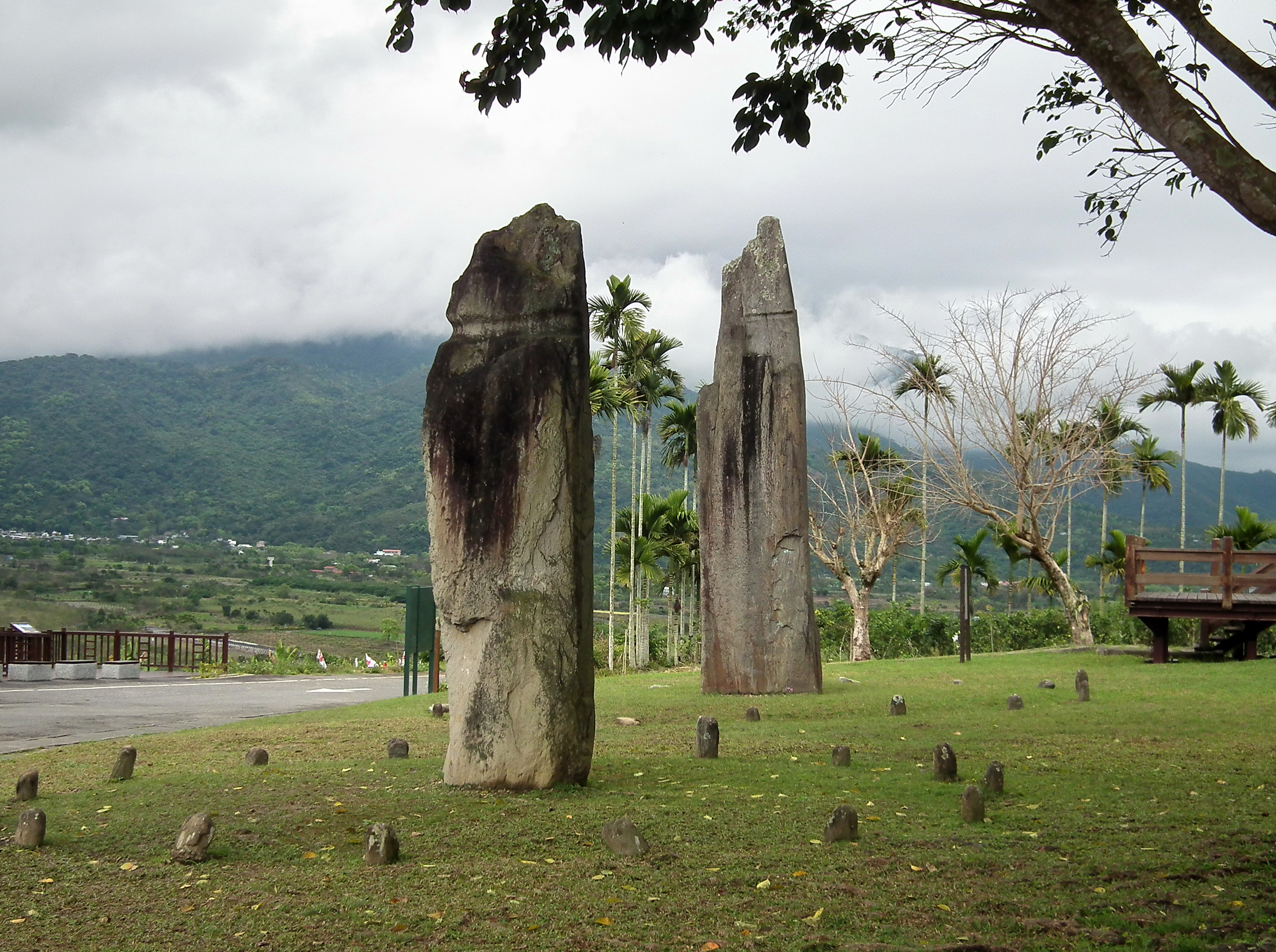
Megalithen von Satokoay
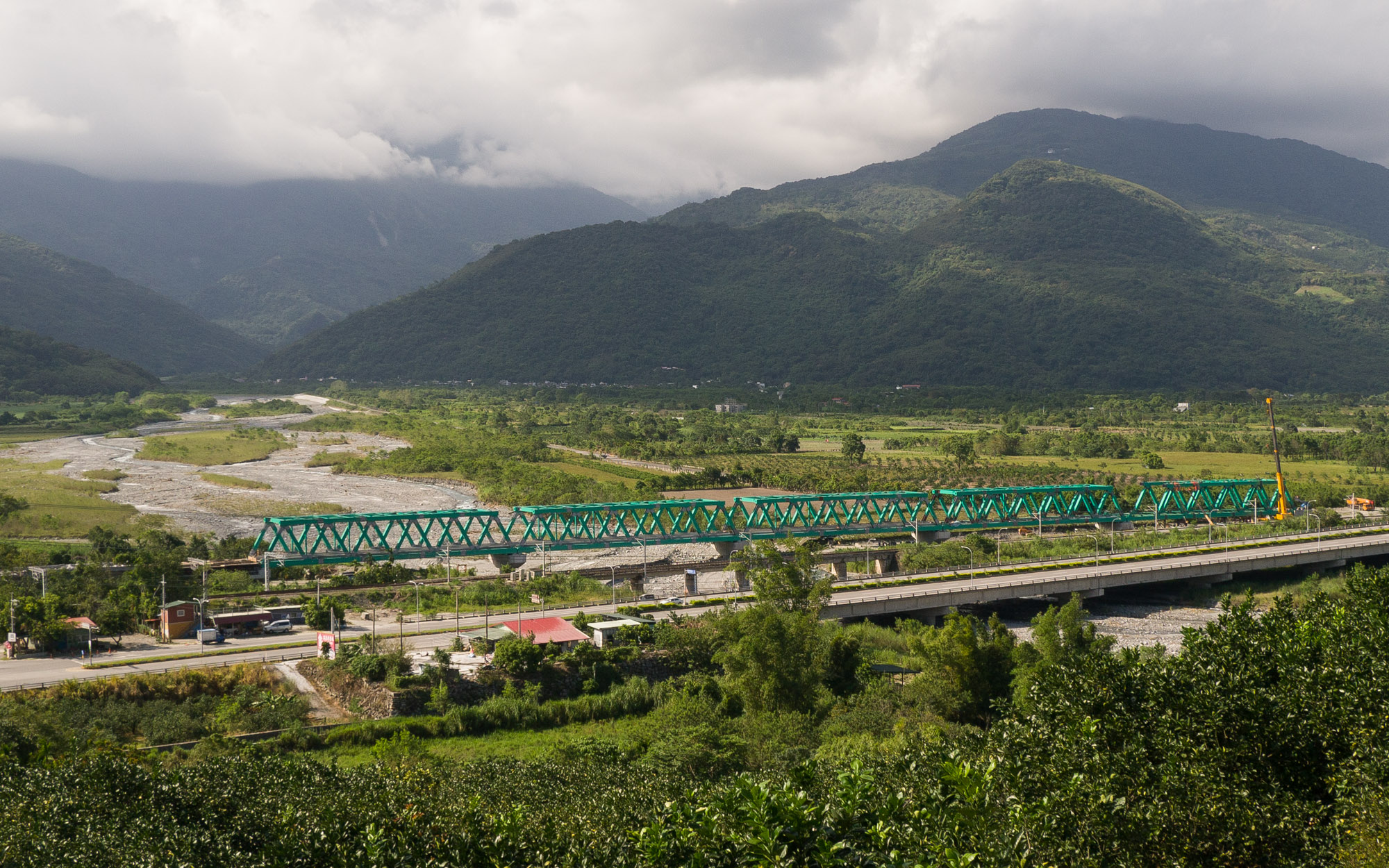
Brücke über den Fluss Hongye, hinten die Taitung-Linie der Eisenbahn, vorne die Provinzstraße 11